# Hohenau (Paraguay)
Hohenau è un centro abitato del Paraguay, nel dipartimento di Itapúa. La località forma uno dei 30 distretti in cui è suddiviso il dipartimento.
Insieme alle vicine località di Bella Vista e Obligado, anch'esse fondate da coloni tedeschi, forma un'unità culturale e produttiva omogenea alla quale viene dato il nome di "Colonias Unidas".

## Popolazione
Al censimento del 2002 Hohenau contava una popolazione urbana di 4.974 abitanti (9.685 nel distretto), secondo i dati della Dirección General de Estadística, Encuestas y Censos.

## Storia
La località è stata fondata grazie all'iniziativa di alcuni coloni di origine tedesca che, in cerca di un posto in cui stabilirsi in America del Sud, si videro assegnare nel 1898 dal governo del Paraguay un lotto di terra in quello che allora era chiamato Dipartimento di Encarnación. Il 14 marzo 1900, data ufficiale di fondazione, arrivarono nel luogo i primi coloni con le loro famiglie; nell'agosto successivo altre famiglie tedesche giunsero a popolare il luogo.

## Etimologia
La località deve il proprio nome a come i primi coloni tedeschi chiamarono nella loro lingua il posto dove si insediarono, e cioè "alta prateria". Il posto si trova infatti su un'altura a poca distanza dalla sponda destra del fiume Paraná.